# Martin de Hoeff-Huerta
Martin de Hoeff-Huerta (okolo 1580 – 13. prosince 1637 Písek) byl nizozemsko-španělský šlechtic, voják a později generál habsburské císařské armády, působící především v českých zemích během třicetileté války. Pro své angažmá proti českému stavovskému povstání a reformaci býval především v historiografii a literatuře nezřídka líčen jako jeden z největších škůdců a nepřátel Čechů.

## Život

### Mládí
Pocházel ze zchudlé nizozemské šlechtické rodiny. Roku narukoval 1604 jako prostý člen jízdy do sboru dona Baltasara Marradase. Nadále stoupal ve vojenské hierarchii a díky získané kořisti si následně na vlastní náklady zjednal vlastní prapor jízdy. Za úspěchy své jednotky ve válce rakouského arciknížete Ferdinanda s Benátskou republikou byl roku 1609 jmenován císařským rytmistrem a povýšen do šlechtického stavu.

### Třicetiletá válka
Roku 1618 stal se podplukovníkem a Albrecht z Valdštejna mu svěřil tisíc jezdců, se kterými pod Karlem Bonaventurou Buquoyem a Marradasem po vypuknutí českého stavovského povstání bojoval proti českému stavovskému vojsku. Po dobytí Písku roku 1619 byl jmenován velitelem města, ale utiskoval obyvatelstvo tak, že město následně otevřelo brány protestantskému vojsku Petra Mansfelda. Ten Huertu zajal a odvedl do Plzně, kterou po jejím dobytí předchozího roku ovládal.
Po svém propuštění krátce poté vstoupil roku 1621 opět jako vojenský komisař do císařských služeb a stál v čele tisíce jezdců, se kterými se s úspěchy účastnil akcí císařské armády. Díky tomu dosáhl povýšení na plukovníka. Následně se v únoru 1621 se svými jezdci zmocnil Tachova, obléhal Mansfelda v Plzni a vyjednáváním s jeho důstojníky výrazně přispěl k tomu, že se posádka města vzdala. Uvádí se, že si jako velitel počínal velmi nevybíravě a krutě.

Don Martin Huerta v Žatci (V. B. Třebízský: Pobělohorské elegie – Tomáš Dentulín)

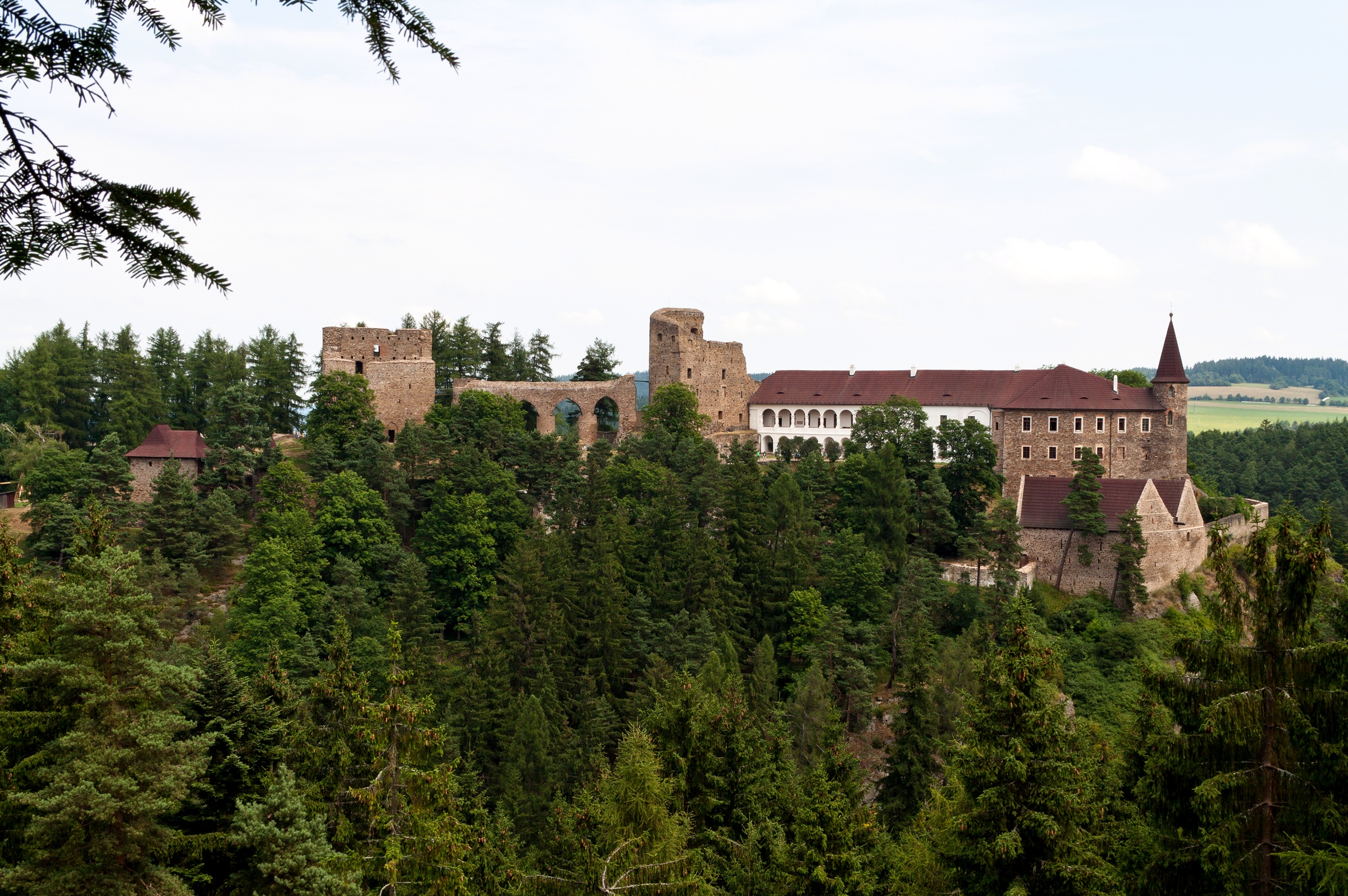
Velhartický hrad

Díky svému vojenskému angažmá nadále stoupal na společenském žebříčku a byl odměněn vlastnictvím statků v Čechách, především zabavených povstalým šlechticům v rámci tzv. pobělohorských konfiskací. Roku 1621 mu tak byl odevzdán Kolinec a později Neustupov, roku 1623 získal Kašperské Hory, Královský Hvozd a Písek v celkové ceně 110 000 zlatých.
Se svou jízdou se účastnil protireformačních zásahů mj. v Žatci, Kadani, Kutné Hoře, Novém Bydžově, Domažlicích či na Písecku, a následně pak vymáhal po dotyčných obcích žold za vydržování jeho vojska. Tuto strategii uplatňoval také na svých panstvích. Služby císařské komoře nebylo možné Huertovi zaplatit v hotovosti, a proto byl odměňován dalšími majetky a statky, které tak často získal pod cenou. Huerta tak nashromáždil rozsáhlé jmění: díky zástavám nabyl mj. několik domů v Praze, které dříve patřily Gryspekům z Gryspachu, roku 1628 mu byly prodány Velhartice, Mokrosuky a Nemilkov a roku 1630 pak Miličín s Vlčkovicemi, avšak opět pod cenou. Císařským majestátem z 20. listopadu 1628 byl povýšen do panského stavu s přídomkem z Velhartic a byl přijat za obyvatele české země.
Roku 1628 se účastnil potlačení povstání na Náchodsku a Opočensku, v březnu toho roku dobyl se svým vojskem povstalci ovládaný zámek Nové Město nad Metují. Sídlil převážně v Písku a Velharticích. Roku 1635 sepsal svou závěť.

### Úmrtí
Martin de Hoeff-Huerta zemřel 13. prosince 1637 v Písku. Na jeho výslovné přání byl pohřben v kapli svatého Františka v chrámu Panny Marie Sněžné na Novém Městě v Praze.

### Po smrti
Ve své závěti z 15. února 1635 sepsané na Velharticích ustanovil univerzální dědičkou svou manželku. Nedlouho po jeho smrti však kněz Leonard della Gratia rozkryl Huertovy majetkové manipulace a následně byla císařským nařízením ze 6. srpna 1638 celá pozůstalost zabavena a dědičce ponechán statek Velhartice. Nakonec však, díky nové smlouvě z 15. října 1638 jí byly, když se vzdala držení Písku a píseckého panství, ostatní statky ponechány.

### Vumění
De Hoef-Huertovu postavu tematizoval básník Adolf Heyduk v básni Don Martin Huerta z roku 1908. Rovněž byl ztvárněn jako postava opery Václav z Michalovic od Josefa Bartovského či v činohře Harantova žena od Elišky Krásnohorské a Ivana Dvorského. Dále se vyskytuje v několika dalších historických románech, mj. v povídkách Pobělohorské elegie od Václava Beneše Třebízského.

### Rodina
Oženil se s Marií Magdalenou Zrinskou ze Serynu († 1660 Pec), rozenou Novohradskou z Kolovrat, vévodkyní multanskou, vdovou po Janu Zrinském ze Serynu. Její dceru Annu Marii adoptoval.